# Dissoluzione termica
La dissoluzione termica è un processo di raffinazione a base di solventi donatori di idrogeno. Può essere utilizzato per l'estrazione dell'olio di scisto e la liquefazione del carbone.  Altri processi di estrazione di liquidi da combustibili solidi sono la pirolisi e l'idrogenazione.